# Terra Australis (Schiff)
Die Terra Australis war ein Kreuzfahrtschiff des in Chile ansässigen Reiseunternehmens Cruceros Australis, das unter diesem Namen von 1990 bis 2002 für Expeditionsreisen im Einsatz stand. Es wurde ursprünglich 1984 als Savannah für die US-amerikanische Reederei American Cruise Lines in Dienst gestellt. Die Terra Australis brannte am 28. April 2002 vor Pucatrihue in der Región de los Lagos aus. Eine Person kam hierbei ums Leben.

## Geschichte
Die Savannah entstand unter der Baunummer 32 in der Werft der Chesapeake Shipbuilding Company in Salisbury und lief 1983 vom Stapel. Nach der Ablieferung an die American Cruise Lines nahm das Schiff 1984 den Dienst für Kreuzfahrten in US-Gewässern auf.
Nach sechs Jahren Dienstzeit wurde die Savannah 1990 an die Naviera Interoceangás S. A. mit Sitz in Valparaíso verkauft und in Terra Australis umbenannt. Unter Bereederung des Reiseunternehmens Cruceros Australis stand das Schiff fortan für Expeditionskreuzfahrten und sogenannte Sightseeing-Cruises vor der Küste Chiles im Einsatz. Ziel dieser Reisen waren zumeist die Fjorde und Gletscher des Landes, die mit bordeigenen Zodiacs besichtigt werden konnten.
Am 28. April 2002 befand sich die Terra Australis unter dem Kommando von Kapitän Oscar Sckheward auf einer Reise von Punta Arenas nach Valdivia, als vor der Küste von Pucatrihue in der Región de los Lagos ein Brand im Maschinenraum des Schiffes ausbrach, der eine Explosion auslöste. Die Terra Australis brannte vollständig aus. Der Schiffskoch José Diego Sazo Romo kam beim Unglück ums Leben. Zum Zeitpunkt des Unglücks befanden sich keine Passagiere an Bord, die Terra Australis sollte erst in Valdivia wieder zu einer Kreuzfahrt aufbrechen. Der Schaden am Schiff belief sich auf mehr als 5,3 Millionen US-Dollar.
Das Wrack der Terra Australis wurde als Totalschaden abgeschrieben und zu einem späteren Zeitpunkt abgewrackt. Am 11. August 2006 erfolgte die Streichung aus dem Schiffsregister.